# Dieter Laser
Klaus Dieter Laser, född 17 februari 1942 i Kiel, Schleswig-Holstein, död 29 februari 2020 i Berlin, var en tysk skådespelare.

## Roller (urval)
- 1975 – Katharina Blums förlorade heder
- 1978 – Die gläserne Zelle
- 1993 – Kaspar Hauser
- 1996 – Gespräch mit dem Biest
- 1996 – Nazismens tjänare
- 1998–2000 – Lexx (TV-serie)
- 1999 – Recycled
- 2002 – Big Girls Don't Cry
- 2003 – Baltic Storm
- 2010 – The Human Centipede (First Sequence)
- 2015 – The Human Centipede III (Final Sequence)